# Minquartia guianensis
Manú o Minquartia guianensis  es la única especie del género monotípico Minquartia perteneciente a la familia de las olacáceas.  Es originaria de  América.

## Descripción
Son árboles que alcanzan un tamaño de hasta 20 m de alto, con látex blanco, ramitas glabras. Hojas elípticas a oblongas, de 10–25 cm de largo y 4–7 (–10) cm de ancho, ápice acuminado, base obtusa a redondeada, glabras, envés dibujado con pequeños puntos negros resinosos, nervios terciarios paralelos y conectando los nervios laterales a manera de peldaños; pecíolo (1–) 1.5–3 (–4) cm de largo, claramente surcado en la superficie adaxial. Inflorescencias espigadas, 2–7 cm de largo, flores individuales en fascículos; cáliz cupuliforme, de 1 mm de largo, 5–6-lobado, lobos deltados o simplemente pequeños dientes; corola campanulada, 1.5–2 mm de largo, 5–6-lobada, lobos puberulentos en las superficies internas, blanca a amarillo pálida; estambres 10, insertos justo por debajo de la boca de la corola, filamentos glabros; ovario globoso, densamente tomentuloso, estilo corto, estigma levemente 3–5-lobado. Fruto drupáceo, elipsoide, 2–3 cm de largo, endocarpo tuberculado; semilla 1.

## Distribución y hábitat
Es una especie rara que se encuentra en los bosques húmedos, de la zona atlántica; a una altitud de 10–20 metros; desde Nicaragua hasta Sudamérica tropical. 

## Taxonomía
Minquartia guianensis fue descrita por Jean Baptiste Christophore Fusée Aublet y publicado en Histoire des Plantes de la Guiane Françoise 2(Suppl.): 4–6, t. 370. 1775.
Sinonimia
- Eganthus poeppigii Tiegh.
- Endusa punctata Radlk.
- Minquartia macrophylla Ducke
- Minquartia parvifolia A.C. Sm.
- Minquartia punctata (Radlk.) Sleumer
- Secretania loranthacea Müll. Arg.[4]